# Городское поселение посёлок Чернышевский
Городско́е поселе́ние посёлок Чернышевский — муниципальное образование в Мирнинском районе Якутии Российской Федерации.
Административный центр — пгт Чернышевский.

## История
Статус и границы городского поселения установлены Законом Республики Саха (Якутия) от 30 ноября 2004 года № 173-З N 353-III «Об установлении границ и о наделении статусом городского и сельского поселений муниципальных образований Республики Саха (Якутия)».

## Население
| 2011  | 2012  | 2013  | 2014  | 2015  | 2016  | 2017  |
| ----- | ----- | ----- | ----- | ----- | ----- | ----- |
| 4989  | ↗4998 | ↘4687 | ↘4513 | ↘4389 | ↘4385 | ↘4356 |
| 2018  | 2019  | 2020  | 2021  | 2023  |       |       |
| ↘4288 | ↘4116 | ↘3982 | ↘3482 | ↘3383 |       |       |

## Состав городского поселения
| № | Населённый пункт | Тип населённого пункта      | Население |
| - | ---------------- | --------------------------- | --------- |
| 1 | Чернышевский     | пгт, административный центр | ↘3383     |

## Местное самоуправление
Глава городского поселения
- Артём Владимирович Ширшов[15]